# Ален Жессюа
Ален Жессюа (нар. 16 січня 1932, Париж — 30 листопада 2017, Евре, Франція) — французький кінорежисер, сценарист і письменник. Постановник десяти фільмів у період з 1956 і до 1997 років.

## Початок кар'єри
Починав працювати на посаді асистента режисера Жака Беккера у фільмі «Золотий шолом» (фр. «Casque d'or») з Максом Офюльсом та «Мадам де…» з Лолою Монсес і з Марселем Карне у фільмі «Вакантний лот» (фр. «Terrain vague»).

## Визнання
Вже перший короткометражний фільм Алена Жессюа «Місяць Леона» (фр. «Léon la lune») завоював впливовий приз Жана Віго 1957 року.
Свій перший повнометражний фільм зняв 1963 року — «Життя навиворіт» (фр. «La vie à l'envers»), який переміг у номінації «Найкращий дебютний фільм» на Венеціанському кінофестивалі 1964 року.
1967 року А. Жессюа зняв фільм «Убивча гра» («Гра в кровопролиття»; фр. «The Killing Game»), який того ж 1967 року був представлений на Каннському кінофестивалі, де він отримав приз за кращий сценарій.
1977 року зняв свій культовий фільм «Армагеддон» з Аленом Делоном. Його фільм 1979 року «Собаки» з Жераром Депардьє у головній ролі був представлений на 11-му Московському міжнародному кінофестивалі.
1984 року Ален Жессюа зняв свій відомий еротичний фільм «Франкенштейн 90» з Жаном Рошфором. На цю справу його надихнула книга Мері Шеллі з Едді Мітчеллом у ролі живої істоти.

## Літературна творчість
А. Жессюа також у Франції був відомим письменником. За останні вісімнадцять років свого життя з-під його пера вийшло вісім романів. Серед нещодавніх літературних робіт — романи «Око Пікассо» (2017), «Пан суддя» (2017) і «Маленький ангел» (2011).

## Смерть
Незадовго до смерті А. Жессюа хворів на двобічну пневмонію і перебував у відділенні інтенсивної терапії. Він помер у клініці міста Евре у 85-річному віці.

## Фільмографія
- Місяць Леона (1956)
- Життя навиворіт (1964)
- Лікування шоком (1973)
- Армагеддон (1977)
- Собаки (1979)
- Рай для усіх (1982)
- Франкенштейн 90 (1984)
- У всій невинності (1988)
- Фарби диявола (1997)